# Hudson Mohawke

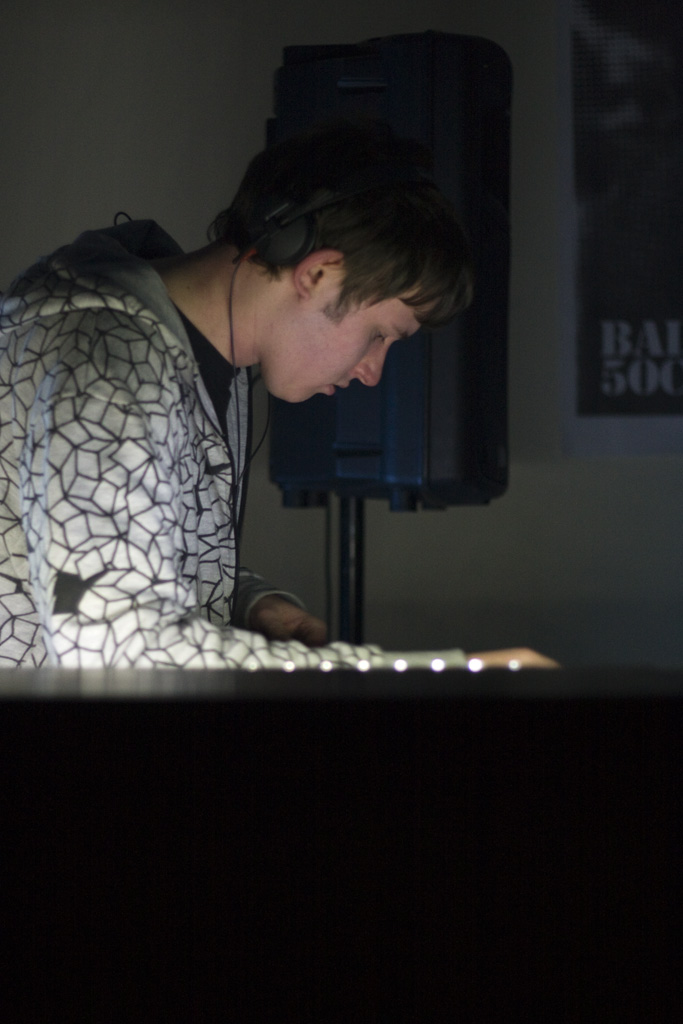
Hudson Mohawke (2009)

Hudson Mohawke (* 11. Februar 1986 in Glasgow als Ross Matthew Birchard) ist ein schottischer Musiker, Musikproduzent und DJ. Seine Musik lässt sich dem Wonky zuordnen.

## Leben
Ross Birchard ist der Sohn des aus Los Angeles stammenden Schauspielers Paul Birchard. Sein Vater nahm 1986 einen Rapsong für das Glasgow Diamonds Football-Team auf.
Über seinen Vater kam Ross Birchard früh mit Hip-Hop in Berührung, wurde später aber auch stark von britischer Rave-Musik beeinflusst. Ende der 1990er Jahre hatte er erste Auftritte bei einem Universitätsradiosender und trat später als DJ Itchy auch live auf. Bei den DMC U.K. DJ Championships erreichte er im Alter von 17 Jahren den zweiten Platz. Gemeinsam mit Mike Slott produzierte er unter dem Projektnamen Heralds of Change erste Musikstücke, die sich an der Schnittstelle von Hip-Hop und Electronica bewegten.
2007 bewarb Birchard sich bei der Red Bull Music Academy und wurde für die Veranstaltung im kanadischen Toronto eingeladen, wo er Steve Beckett von Warp Records kennenlernte, der dort ebenfalls einen Vortrag hielt. Zwei Jahre darauf unterzeichnete Hudson Mohawke einen Vertrag bei Warp Records, wo am 26. Oktober 2009 sein Debütalbum Butter erschien. In den folgenden Jahren erschienen mehrere Singles und EPs bei Warp Records.
Gemeinsam mit dem kanadischen Musiker Lunice, den er bereits 2008 bei einer Nordamerika-Tour des Labels LuckyMe kennengelernt hatte, gründete er 2012 das Projekt TNGHT. Im Juli 2012 erschien die EP TNGHT, im April 2013 die Single Acrylics.
Ebenfalls 2012 begann Hudson Mohawke eine Zusammenarbeit mit Kanye West. Auf der GOOD Music Label-Compilation Cruel Summer trat er neben Kanye West und weiteren Künstlern als Produzent in Erscheinung. Am 17. Januar 2013 gab Hudson Mohawke bekannt, dass er einen Vertrag als Produzent mit GOOD Music gezeichnet habe, wobei er seine Zusammenarbeit mit Warp Records trotzdem fortführen wolle.
Am 16. Juni 2015 erschien Hudson Mohawkes zweites Album Lantern bei Warp Records. 2016 produzierte er den Soundtrack für das Videospiel Watch Dogs 2, der unter dem Titel Ded Sec – Watch Dogs 2 (OST) ebenfalls über Warp Records erschien.

## Diskografie (Auswahl)
Alben
- 2009: Butter (Warp Records)
- 2015: Lantern (Warp Records)

Singles und EPs
- 2008: Ooops! (LuckyMe, Wireblock)
- 2008: Star Crackout / Root Hands / Everybody Else Is Wrong (All City Records)
- 2009: Polyfolk Dance (Warp Records)
- 2011: Satin Panthers (Warp Records)
- 2011: Pleasure (The Pleasure Principle)
- 2014: Chimes (Warp Records)
- 2015: Forever 1 (Warp Records)
- 2016: Ded Sec – Watch Dogs 2 (OST) (Warp Records)
- 2016: Boys Noize / Hudson Mohawke feat. Danny Brown, Pell & Spank Rock – Birthday (Boysnoize Records)